# Neujahr-Stolln (Johanngeorgenstadt)
Neujahr war eine bedeutende Fundgrube und ein Stolln im Bergrevier Johanngeorgenstadt im sächsischen Erzgebirge.

## Lage

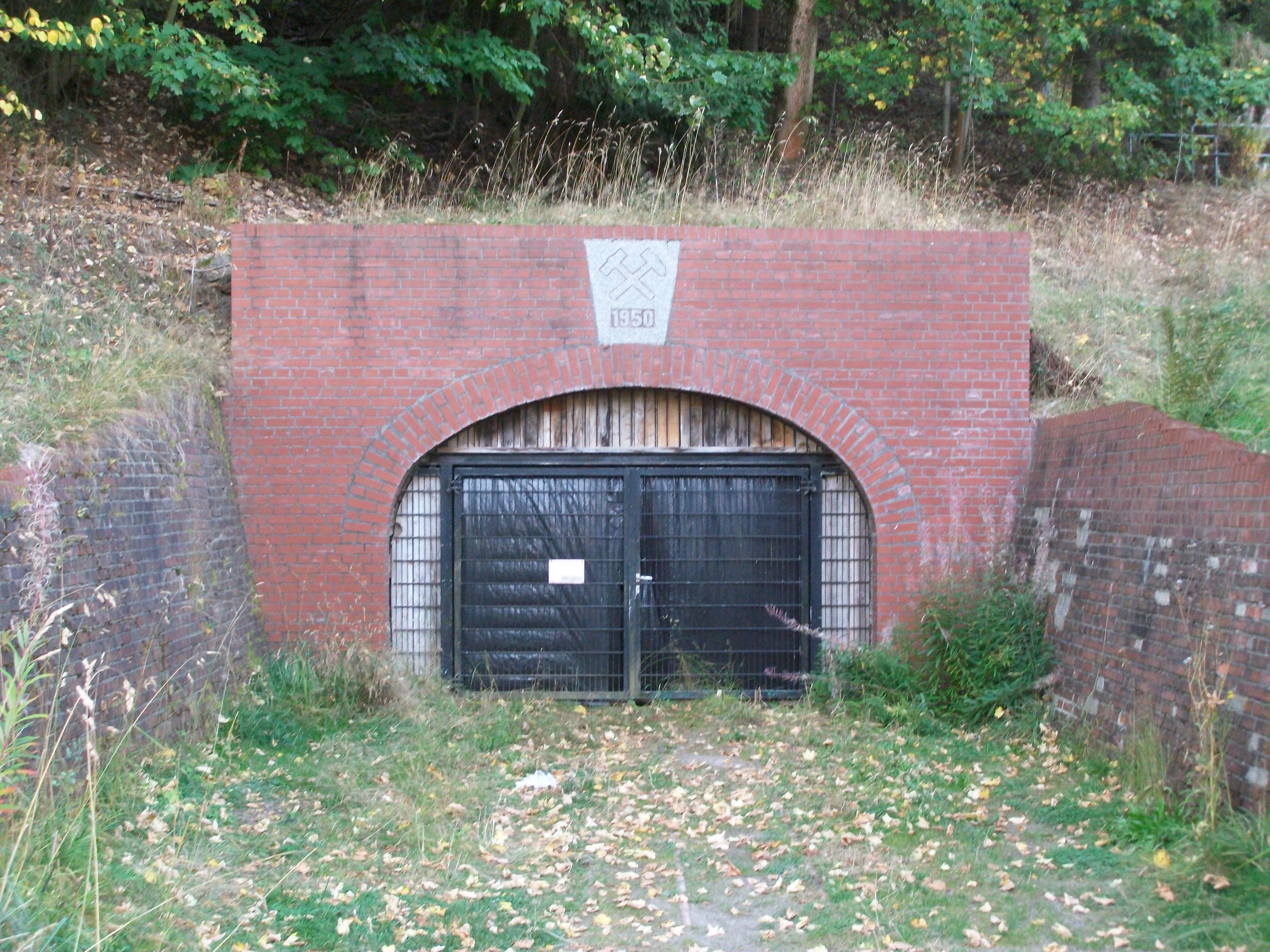
Wittigsthal, Querschlag 6^{bis} der Grube Neujahr

Am mittleren Fastenberg, auf dem sich Johanngeorgenstadt erstreckt, wurden im 17., 18., 19. und 20. Jahrhundert mehrere Gruben zum Abbau unmittelbar benachbarter Erzgänge betrieben. Dazu zählte auch die bereits am 28. Dezember 1658, also vier Jahre nach der Gründung von Johanngeorgenstadt beim Bergamt Eibenstock gemutete Neujahr Fundgrube. Sie war die erste fündige Grube im Revier und lieferte laut dem Chronisten Engelschall im Reminiscere 1662 vom Kreuz des Neujahr Spates mit dem Erzengel Michael Flachen 10 Mark sowie 11 Lot (ca. 2,5 kg) Silber. Diese Angabe deckt sich mit den vorhandenen Grubenakten nicht und bleibt daher diskussionswürdig.
Über die Anfänge des Stollns schrieb Johann Christian Engelschall: „als Anno 1658. der oftgedachte Hammerwercks-Besitzer, Caspar Wittich, unten am Fastenberg bey seiner Schmiedten einen Keller ausbrechen liesse, und die Arbeit kaum angefangen, setzte ein Stück Berg herein, und entblössete einen schönen Zwittergang, welchen er in Eybenstock muthete, und weil das neue Jahr vor der Thür war, auch mit diesen Nahmen, daß er nehmlich das Neu Jahr heissen sollte, belegen, worauf in kurzen etliche ansehnliche Posten Zinn geschmeltzet worden.“
Erschlossen wurde das Grubenfeld durch den bei 691,24 m über NN liegenden Neujahr-Stolln. Eine tiefere Entwässerung erreichte man mit dem im Jahr 1679 bei 670 m über NN angeschlagenen Einigkeiter Erbstolln. Zur tieferen Erschließung des Grubenfeldes wurden auf dem Neujahr-Stolln zwei Kunstschächte geteuft. Der vordere Kunstschacht mit einer Teufe von 65 m wurde 1662 geteuft und vor 1760 aufgegeben. Der Hintere Neujahrer Kunstschacht erreichte eine Teufe von 100 m. Im Jahr 1783 wurde die Grube mit der Georg-Wagsfort-Fundgrube zusammengeschlossen. Im Rahmen des Tiefbauprojektes Orcus wurde der Hintere Neujahrer Kunstschacht bis 1800 auf sein Endteufe von 228,75 m gebracht. Bis 1802 wurden auf der 78-Lachter Strecke und auf 95-Lachter Strecke Verbindungsquerschläge zum Grubenfeld Frisch Glück aufgefahren. Das Tiefbauprojekt wurde 1807 aufgegeben. 1828 wurde die Grube dann mit der Frisch-Glück-Fundgrube vereinigt. Im Jahr 1838 wurde die Grube mit weiteren Gruben zum Vereinigt Feld im Fastenberge zusammengeschlossen. Das Grubenfeld spielte aber in den nächsten Jahrzehnten keine Rolle. Im Rahmen der Suche nach Uranerzen zur Uranfarbenproduktion wurde 1914 der Hintere Neujahrer Kunstschacht bis zur 53-Lachter Strecke (100 m) aufgewältigt. Obwohl Uranerze gefunden wurden, kam es zu keinem Abbau und das Grubenfeld wurde wieder aufgegeben.
Mit der Übernahme der Grubenfelder durch das Objekt 01 der Wismut AG im Jahr 1946 wurden auch dieses Grubenfeld aufgewältigt. Der Hintere Neujahrer Kunstschacht erhielt die Schachtnummer 31. Dieser Schacht ermöglichte mit seinen bereits vorhandenen Auffahrungen aus dem Altbergbau einen schnellen Zugriff auf die Lagerstätte. Ein weiterer Blindschacht im Verlauf des Neujahr Stollns wurde unter der Schachtnummer 31bis zum Hauptförderschacht ausgebaut. Das Grubenfeld wurde mit vielen Gangstrecken, Feldstrecken und Querschlägen großräumig aufgeschlossen. Im Feld befand sich mit dem Blindschacht 157bis auch der am tiefsten reichende Schacht der Lagerstätte. Der Neujahr-Stolln wurde mit der Schachtnummer 30 zu einem der Hauptentwässerungsstolln im Zeitraum des Bergbaues der Wismut AG. Das Revier Neujahr war bis zum Ende des Uranbergbaues im Jahr 1958 in Betrieb.
Obwohl Neujahrs Zechenhaus und das benachbarte Neujahrs Pochhaus außerhalb von Johanngeorgenstadt lagen, wurden beide Gebäude als Nr. 8 und Nr. 9 zur Stadt gezählt und deren Bewohner mussten dorthin Personensteuer entrichten. Das Zechenhaus wurde beispielsweise im Jahre 1800 vom Steiger Johann Gottfried Bergert und das Pochhaus vom Hutmann Gottlieb Friedrich Hermann bewohnt, die beide jährlich je drei Gulden in die Stadtkasse zahlten. Gegen sie klagte der Wittigsthaler Hammerherr Christian Gottlob Fischer.
Das verwahrte Stollnmundloch liegt unmittelbar hinter dem heutigen Wittigsthaler Hof.

## Risse
- William Tröger Neujahr, Frisch Glück und Gottes Segen Erbstolln, Römischer Adler, Gnade Gottes, Gotthelf Schaller und Hohneujahr Fundgrube bei Johanngeorgenstadt (Grund- und Seigerriss). 1834.